# Amor Transgénico (canção)
"Amor Transgénico" é uma canção da cantora e atriz mexicana Belinda, de seu terceiro álbum de estúdio Carpe Diem, lançado dia 23 de março de 2010.

## Composição
A canção foi escrita por Belinda, junto ao seu pai Nacho Peregrín e Arno Elias.

## Lançamento cancelado
Belinda confirmou que a canção não seira mas lançada como single, devido ao contrato com a OCESA, ela pediu a seus fãs via Twitter que à apoiem pedindo Amor Trangénico nas rádios como música promocional.

## Video musical
O video oficial foi filmado dia 23 de outubro simultaneamente a "Dopamina", pois formam a mesma hitória, sendo este video a primeira parte.
Foi filmado nas Lagunas de Zempoala, em pelicula comum, formato 35 milímetros, com câmeras de alta definição, quase 200 pessoas na produção, e um orçamento de 3 milhões de pesos.

### Direção
Foi dirigido e escrito por Belinda, junto a Julio Carlos da produtora Monkey Head Films, com quem já havia trabalhado anteriormente no video" Egoísta ".